# Lepidopilidium entodontella
Lepidopilidium entodontella är en bladmossart som beskrevs av Brotherus 1907. Lepidopilidium entodontella ingår i släktet Lepidopilidium och familjen Hookeriaceae. Inga underarter finns listade i Catalogue of Life.